# Масенья
Масенья (фр. Massenya) — місто в південно-західній частині Чаду, адміністративний центр регіону Шарі-Багірмі. Також місто є адміністративним центром департаменту Багірмі.

## Географія
Місто знаходиться в центральній частині регіону, на північ від річки Ергіг (притока річки Шарі), на висоті 294 метрів над рівнем моря .
Масенья розташована на відстані приблизно 135 кілометрів на південний схід від столиці країни Нджамени.

### Клімат
Місто знаходиться у зоні, котра характеризується кліматом помірних степів та напівпустель. Найтепліший місяць — квітень із середньою температурою 33 °C (91.4 °F). Найхолодніший місяць — січень, із середньою температурою 24.4 °С (75.9 °F).
| Клімат Масеньї          | Клімат Масеньї | Клімат Масеньї | Клімат Масеньї | Клімат Масеньї | Клімат Масеньї | Клімат Масеньї | Клімат Масеньї | Клімат Масеньї | Клімат Масеньї | Клімат Масеньї | Клімат Масеньї | Клімат Масеньї | Клімат Масеньї |
| Показник                | Січ.           | Лют.           | Бер.           | Квіт.          | Трав.          | Черв.          | Лип.           | Серп.          | Вер.           | Жовт.          | Лист.          | Груд.          | Рік            |
| Середня температура, °C | 24,4           | 27             | 30,7           | 33             | 32,2           | 29,7           | 27,3           | 26             | 27,1           | 28,3           | 26,8           | 24,9           | 28,1           |
| Норма опадів, мм        | 0              | 0              | 1.1            | 10.6           | 43.7           | 75             | 168.7          | 238.9          | 120.4          | 27.4           | 0.4            | 0              | 686.2          |
| Днів з опадами          | 0              | 1              | 0,7            | 1,7            | 5,1            | 8,2            | 14,2           | 14,9           | 9,6            | 3,2            | 0              | 0              | 58,6           |
| Вологість повітря, %    | 28.2           | 22.4           | 22.8           | 32.8           | 44.6           | 57.3           | 70.5           | 77             | 73.1           | 55.9           | 38.5           | 32.4           | 46.3           |
| ----------------------- | -------------- | -------------- | -------------- | -------------- | -------------- | -------------- | -------------- | -------------- | -------------- | -------------- | -------------- | -------------- | -------------- |
| Джерело: Weatherbase    |                |                |                |                |                |                |                |                |                |                |                |                |                |

## Історія
У минулому місто було столицею ісламського султанату Багірмі, яке існувало в період з 1522 по 1897 роки. У 50-х роках XIX століття приблизна чисельність населення Масеньї становила 25 000 осіб .

## Транспорт
В околицях міста розташований аеропорт.